# حاجی‌آباد (فریدون‌شهر)
حاجی‌آباد (گوراب)، روستایی از توابع بخش مرکزی شهرستان فریدون‌شهر در استان اصفهان ایران است.

## جمعیت
این روستا در دهستان پیشکوه موگوئی قرار دارد و براساس سرشماری مرکز آمار ایران در سال ۱۳۹۸، جمعیت آن بالای ۶۰ خانوار بوده‌است.

## گوراب در میان سال‌های ۱۳۲۸تا ۱۳۳۲ هجری شمسی
گوراب. (اِخ) دهی است از دهستان موگوئی بخش آخورهٔ شهرستان فریدن که در۱۰هزارگزی شمال باختری آخوره و ۴ هزارگزی راه عمومی واقع شده‌است. در دامنهٔ کوه واقع شده. سردسیر است و سکنهٔ آن ۲۴۳ تن است. آب آن از قنات و چشمه تأمین می‌شود. محصول آن غلات و حبوب و شغل اهالی زراعت و راه آن مالرو است.